# 2009年のラジオ (日本)
2009年のラジオ (日本)では、2009年における日本のラジオ番組、その他ラジオ界の動向について記す。

## 主な出来事

### 1月
- 1日 - ニッポン放送設立55周年の一環により、キャンペーンガールの長澤まさみが、『長澤まさみのオールナイトニッポン』をピンチヒッター扱いで担当[1]。
- 2日 - 森光子が『オールナイトニッポン』（ニッポン放送）での担当パーソナリティ（ピンチヒッター、単発特別番組扱い）の最年長年齢記録（米寿）を樹立。
- 5日 - 文化放送制作の『レコメン!』が京都放送（KBS京都・KBS滋賀）で地方局では初の3時間フルネットを開始。
- 9日 - 横浜エフエム放送を幹事局とした神奈川県内放送局（超短波）災害対策相互協力協定“神奈川FMネットワーク”発足[2]。
- 20日 - 『大竹まこと ゴールデンラジオ!』（文化放送）にて、度重なる不倫騒動により謹慎処分となっていた山本モナが復帰。

### 2月
- CBCラジオが、親局・長島送信所の夜間工事のため、毎日深夜0時から4時までの放送を休止[3]。
- 15日
  - 『キンキンのサンデー・ラジオ』（文化放送）で、パーソナリティの愛川欽也が番組の冒頭「本日をもって番組を終了します」と突然終了を発表。前年末にメインのスポンサーが撤退し、代わりとなるスポンサーが見つからなかったことなどが終了の原因[4]。
  - STVラジオ、旭川市の銀座センタービルをモデルにしたラジオドラマ『銀ビルをまわせ!』（作:成樹久美子）放送。
- 21日 - 『全日空ミュージックスカイホリデー』（ニッポン放送）復活。その後6月9日、12日、21日及び8月24日にも特番として放送され、10月10日より『滝良子のミュージックスカイホリデー』として再度のレギュラー化。
- 22日 - ニッポン放送、「コッキーポップフォーエバー」として、『コッキーポップ』の総集編を放送。
- 28日〜3月1日 - NHK-FM放送40周年を記念し「FM40ラジオデー」[5]開催。

### 3月
- トヨタ自動車が業績悪化による広告費削減の理由で3月末を持ってJRN、NRN、JFN系列でスポンサーを降板したり終了する番組が相次いだ。
  - TBSラジオ
    - 『話題のアンテナ 日本全国8時です』は3月31日をもって、スポンサーを降板。4月以降はローカルセールス枠に。
    - 1998年4月6日から開始した『うわさの調査隊』も3月31日をもってスポンサーを降板、半年後の10月2日をもって終了。11年半の歴史に幕。
    - 裏送り番組である『トヨタ・ミュージック・ネットワーク』も3月27日で終了し、1969年頃から始まった同番組は40年の歴史に幕。

  - ニッポン放送
    - 『TOYOTAサタデータイム 小倉智昭のラジオサーキット』はスポンサー降板に伴い、4月から大幅リニューアルすることになる。
    - 『TOYOTA ハッピータウンサーキット』は3月31日をもって終了。1994年10月から開始した『TOYOTA 飛び出せ街かど天気予報』時代から数えて、14年半の歴史に幕。
    - 2002年9月から開始した『TOYOTA DRIVING TALK』も3月をもって終了。6年半の歴史に幕。

  - 文化放送
    - 『純喫茶・谷村新司』は4月3日の放送を最後に、スポンサーを降板。以降はしばらくの間スポンサーなしの状態が続いた。

  - JFN
    - 『VIEW UP TOMORROW』は3月31日にもってスポンサーを降板。
    - 『SOUND IN MY LIFE』は翌4月4日に55分枠から25分枠に縮小。

  - ABCラジオ
    - 1995年10月から開始した『トヨタ街かどお天気交差点』が4月5日に終了。13年半の歴史に幕。
- 3日 - 民放連、ラジオ放送局101社統一キャンペーン「ラジオがやってくる!」[6]の取り組みとして、各放送局パーソナリティが地域の学校を訪問。
- 17日 - ABCラジオで21年間にわたり放送されていた『誠のサイキック青年団』が8日深夜（9日未明）の放送を以って終了していたことが明らかに。詳細は不明であるが、番組内で大きなトラブルがあった模様。15日深夜の放送は10分間隔でアナウンサーによるお詫びの放送が行われた。本来は29日で番組を終了させる予定だった[7]。
- 20日 - 「宇多田ヒカルのトレビアン・ボヘミアン」スペシャル（JAPAN FM LEAGUE）、約6年9ヶ月ぶりに復活。宇多田と渋谷陽一やピーター・バラカンの対談コーナーも設けられた[8]。
- 2日〜27日 - NHK-FMの開局40周年企画として、「サウンドストリート」の総集編『サウンドストリートアーカイブス』を平日24:00から連日放送。
- 22日
  - 「全国民間放送FM53局&KDDI present MEET THE MUSIC LIVE with コブクロ・ファンフェスタ2009」（和歌山ビッグホエール）を全国の民放FMラジオ53社で19時から同時生放送。コブクロが2月2日13時からTOKYO FM『ONCE』とJ-WAVE『MUSIC PLUS』に同時生出演し発表した。
  - 赤坂サカスで、『コサキンDEワァオ!』（TBSラジオ）27年半を通して最後のイベント&ふれあい会開催。28日の番組最終回でイベント内容の一部が放送された[9]。参照
- 26日
  - 京都放送滋賀放送局（KBS滋賀）のローカル番組『さんさんわいど滋賀wish』が終了。これにより長年にわたり放送された滋賀局独自差し替えのワイド番組から撤退。
  - TBSラジオで放送れていた『バックグラウンド・ミュージック』が放送終了。44年9か月の放送に幕。
- 27日 - NHK-FMで1990年4月から放送されていた音楽番組『ミュージックスクエア』が終了。19年の歴史に幕。
- 31日 - 特別番組「ザ・襲名 二代目林家三平です」（文化放送）で、アシスタントを務めたフジテレビの中野美奈子アナウンサーが文化放送デビュー[10]。文化放送は近年フジテレビとの関係が希薄となっているだけに、珍しいケースでもある。

### 4月
- 1日 - セントラルミュージックのインターネットラジオ「ジャスクリ」、文化放送の特別番組として地上波進出
- 2日 - ニッポン放送とラジオ大阪でラジオドラマ『絶体絶命都市〜めぐりあうために〜』が放送され、16日から22日までの期間限定でポッドキャストでも配信された。
- 21日（22日未明） - つるの剛士ソロデビューフルカバーアルバムつるのうた発売に伴い、『BPR5000』（ジャパンエフエムネットワーク制作）一夜限りの復活。
- 26日 - 特別番組「放送30周年!みんなの『ザ・ベストテン』大検証」（TBSラジオ）で、小林豊、田中裕二、かつてのスタッフ山田修爾が「ザ・ベストテン」をラジオで一時的に復活させた。

### 5月
- 1日 - 『ニュース・パレード』（文化放送）開始50周年[11]
- 4日 - 嵐の櫻井翔が、J-WAVEの特別番組「ART OF WORDS〜櫻井翔の『人間失格』」で、太宰治の「人間失格」を朗読[12]。
- 31日
  - 特別番組『HBCラジオふぇす2009「伝説のパーソナリティ大集合」で、札幌駅南口特設スタジオからHBCラジオ史を振り返った。
  - STVラジオ、大学生が主役のラジオドラマ「カレーのおいしい喫茶店」放送[13]。

### 6月
- 6日
  - コミュニティ放送の日特別番組『C(コミュニティ放送)の力、R(ラジオ)の絆』を、日本コミュニティ放送協会で初めて中継衛星回線を使い全国放送。コミュニティFM局を舞台としたNHK連続テレビ小説「つばさ」のチーフプロデューサー、後藤高久が民間放送に登場[14]のほか、多部未華子がラジオ生出演デビュー[15]。
  - 一方関西のコミュニティFMでは特別番組『ラジオってなぁに?』（DJ:山田健人〔エフエム三木〕、薗田涼子）を放送。[16]
- 16日 - 総務省のVHF-Low帯マルチメディア放送推進協議会は、マルチメディア放送検討状況の記者説明会で、7月25日以降に行われる携帯端末向けのマルチメディア放送でISDB方式採用を検討した。[17]

### 7月
- 1日 - 山梨放送と宮崎放送が開局55周年。日経ラジオ社（ラジオNIKKEI、旧・日本短波放送）設立55周年。
- 6日 - ABCラジオが前年6月の社屋移転に伴う経費の増大や広告収入の赤字による経費削減などの理由で、平日午前と午後の番組を大幅改編。平日夜は『ABCヤングリクエスト』以来43年間続いた22時台から深夜にかけての自社制作枠から一旦撤退し、ニッポン放送制作の『銀河に吠えろ!宇宙GメンTAKUYA』、文化放送制作の『レコメン!』、TBSラジオ制作の『JUNK』を新たに編成。なお、金曜日の夜は自社制作番組を継続[18]。
- 13日 - 『森本毅郎・スタンバイ!』（TBSラジオ）、放送5000回を記念して号外を配った。
- 15日
  - ニッポン放送開局55周年[1]。
    - 開局55周年記念特別番組『あの“マイケル・ジャクソン出世太閤記”をもう一度』（DJ:小林克也）を、ラジオドラマ「大瀧詠一プロデュース マイケルジャクソン出世太閤記」再放送と大瀧詠一の解説を交えながら生放送[19]。
    - ニッポン放送の携帯電話用音声配信ウェブサイト『オールナイトニッポンモバイル』[20]開局。
    - 五戸美樹がアナウンサーデビュー[21]。

  - インターネットラジオ音泉、特別番組『恋楯ラジオ 矢尾一樹・力丸乃りこ アイギス音泉支部!ラジオCD発売記念スペシャル』を8月15日まで期間限定配信。

### 8月
- 1日 - NHK-FM、特別番組『アラフォー〜あの日聞こえていた音楽は……今も輝いている〜』第2弾（初回は2009年3月1日24:00）を21:00から生放送したが、DJの荘口彰久が古巣ニッポン放送の『福山雅治のオールナイトニッポンサタデースペシャル・魂のラジオ』と重複する為、23:00過ぎに船守小智子（元STV）と交代した。
- 2日 - CBCラジオやABCラジオ、インターネットラジオ『夏子と千和のツンピリラヂヲ』（24:30）地上波放送ネット開始。
- 16日 - K-MIX、JFN企画ネット番組「しんくみプレゼンツ SUMMER DIARY」（19:00、AIR-G'は30日22:00。DJ:本仮屋ユイカ）を先行放送。
- 22日〜23日 - TBSラジオ、『2009世界陸上』マラソン（18:00。実況：中村秀昭〔TBSテレビアナウンサー〕、解説：〔22日.男子〕川嶋伸次/〔23日.女子〕鈴木秀夫）生中継。
- 27日 - ラジオNIKKEI（旧・日本短波放送）開局55周年。
- 30日 - 第45回衆議院議員総選挙投開票。ラジオでも各社が開票報道特別番組を放送（基本放送時刻21:00）。
  - TBSラジオ - 「衆議院選挙・開票スペシャル 〜で、どうなる日本?総選挙でバトルトーク!〜」(TBSラジオは19:55とTBSラジオ エキサイトベースボール終了後、TBSラジオ以外は22:00、HBCラジオは23:00飛び乗り)
  - 文化放送 - 『衆議院議員選挙開票特別番組「政権選択選挙SPECIAL〜決戦!480議席〜」』（司会：大竹まこと、阿川佐和子。開票キャスター：太田英明）[22]。なお大竹と阿川は、近年文化放送と関係が深まったテレビ朝日『ビートたけしのTVタックル』で、ビートたけしと共に出演者の集中砲火を浴びているレギュラーという関係である。
  - ニッポン放送/NRN - 「各党幹部総出演!話題の選挙区生中継!ニッポン放送 衆議院選挙開票スペシャル」(21:00。司会：上柳昌彦)[23]
  - アール・エフ・ラジオ日本 - 「なるか政権交代 衆議院選挙開票速報」（21:00。出演：長野すけなり、山本治、飯島理之）
  - ラジオNIKKEI - 「ザ・闘論『政権選択選挙』を超えて〜模索する転換期の経済〜」（日経CNBCサイマル放送、20:30。司会：谷本有香）[24]
  - TOKYO FM・JFN - 「JFN総選挙スペシャル〜列島縦断☆POWER TO THE PEOPLE」（22:00、23:30-23:55はJFNフルネット。司会:中西哲生、柴田幸子、上杉隆、村田睦 ）
  - MBSラジオ - 「ひとこと言わせろ! 総選挙2009開票特番」[25]（21:00、司会：水野晶子、近藤勝重）
  - ABCラジオ - 「ABC選挙スペシャル 今夜決定日本の明日」（21:00、司会：浦川泰幸）
  - ラジオ大阪 - 『総選挙スペシャル〜「自公」の継続か政権交代か!有権者の選択は!?〜』（司会：梅田淳）
  - NHKも『ラジオ深夜便』を休止し開票速報を終夜放送。

### 9月
- 20日 - DJ:小林克也で2時間トリビュート特別番組「全国民放FM53局&KDDI presents 忌野清志郎 Rock'n Roll Radio Show!」（1:00 - 3:00、局によっては2:00 - 4:00、FMヨコハマ1:30 - 2:30、InterFM19:00 - 21:00、bayfm78は24:00 - 26:00）放送。全国FM連合初となる時差ネット放送（DJ部分事前録音）[26]。
- 30日 - bayfm開局20周年特別番組「bayfm B'z SPECIAL」（DJ:伊藤政則）放送[27]

### 10月
- 4日
  - デジタルラジオUNIQue the RADIO廃局。
  - 東海ラジオの制作で放送されてきたアニラジ番組『mamiのRADIかるコミュニケーション』がこの日をもって終了。なお、この番組の終了は同番組パーソナリティの小森まなみから7月5日に発表されていた。25年の歴史に幕[28]。

### 11月
- 3日 - 「3年7組栗原清志 〜青い森での青春遍歴〜」（TOKYO FM。18:00。出演：高橋康浩〔（元東芝EMI〕他）放送。
- 23日 - FM AICHI開局40周年記念と国際児童年30周年記念で、『FMバラエティ』（13:00。DJ:青木小夜子）がミッドランドスクエアで行われた公開生放送で一日限り復活。[29]

### 12月
- 12月23日 - TBSラジオドラマスペシャル「小さき者へ」（21:00。原作：重松清、出演：佐々木蔵之介 他）
- 12月25日 - TBSラジオ、森繁久弥追悼特別番組『森繁の重役読本』座談会（21:00。出演：小沢昭一、向田和子、爆笑問題）放送。[30]
- 12月26日
  - JUNK年末スペシャル「有馬記念座談会」（TBSラジオ、19:00）
  - 文化放送 第3回100万円争奪!ラジオCMコンテスト（18:30。審査員：中島信也、谷山雅計、児島令子、近藤浩章、磯山さやか）
- 12月27日
  - 「2009年スポーツ年録」新たな挑戦 そして未来へ…（出演：青島健太 / 枡田絵理奈）
  - THINK ABOUT AIDS 2010（FM栃木、19:00）[31]
- 12月28日
  - マイクの一年（文化放送、17:50）
  - 気軽にクラシック〜年の瀬だけど、気分はハレルヤ!（JFN、13:30。DJ:飯森範親、長谷川静香）
- 12月29日
  - 坂本龍一が語る忌野清志郎 君が僕を知ってる（TBSラジオ、21:00）
  - AIR-G' EXPRESS 年末SPECIAL（11:30。DJ:千葉ひろみ）
- 12月30日
  - 池上彰のニュース総決算 記者が見た2009（ニッポン放送。15:00）
  - 総集編だよ オトナラボ年末スペシャル（ニッポン放送。15:00）
  - 2009 JFN ライブ総決算『JFN LIVE 2009』(JFN、13:30。DJ:DJ ALEX)
  - ロックの学園2009年末スペシャル (JFN、15:00。DJ:阿部ひろ、HIRONAGA)
- 31日
  - 大晦日もおぢさんツインカム（HBCラジオ。12:00）
  - 歳末恒例!大森俊治の大反省会2009（HBCラジオ。18:00）
  - ニュース年録2009 池上彰のこれがニュースだ!（TBSラジオ、19:00）
  - 寅の耳に念仏 アメリカン・ショウビズ・トゥデイ（ニッポン放送。16:30。DJ:コッペ、momo）
  - ラジオドラマ「くじら」（ニッポン放送、12:00。脚本:山本一力。出演：高島礼子、南沢奈央、柄本明）放送[32] - [33][1]
  - AKB48のススメ（TBSラジオ。21:00。DJ：大島優子、小嶋陽菜、秋元才加）
  - JURI☆BE学園校内放送（ニッポン放送。21:00。DJ:JURIAN BEAT CRISIS）
  - RED OR WHITE〜2009年洋楽紅白歌合戦〜（JFN、13:30。DJ:福田亨、児玉美保）
  - 松崎菊也 他言無用の政治経済白書2009（HBCラジオ、8:35）
  - ファイナル人物ストーリー（HBCラジオ、RBCiラジオ。16:40）
  - 笑った!泣いた!感動した!2009年スポーツ総決算（MBSラジオ、10:30。司会：掛布雅之、鳥居睦子、ストリーク）
  - ニュースタックル2009（MBSラジオ、14:30。司会：水野晶子、上田たかゆき）
  - もうすぐトラ年!大晦日も真弓監督と虎バン主義 来年こそ優勝だスペシャル（ABCラジオ、18:30）
  - 年忘れ!青春のフォーク・リフレイン（FM OSAKA、8:00。DJ:若宮テイ子、紙ふうせん）[34]
  - FM OSAKA Live Special!!（FM OSAKA、17:00。DJ:遠藤淳、森裕子）[34]

年越し特別番組
  1. キングラン アニソン紅白（超!A&G+、21:00）
  2. JFN年末年始特別番組 C1000げんきいろプロジェクト Human Conscious Stories あの人へありがとう（23:00。DJ:箭内道彦、柴田玲 ほか）[35]
  3. J-WAVE NEW YEAR SPECIAL JR EAST Midnight Train “THE MUSIC DEPARTURE 2010”（J-WAVE、23:45。DJ:奥貫薫）[36]
  4. RadioJIJI年越しSP 2010年JIJIの旅 ゆくJIJI・くるJIJI〜希望の年2010年、還暦祭りじゃ。えらいこっちゃ!えらいこっちゃ!（23:30。DJ:鈴木一平、ジャンボ秀克）
  5. FM NORTH WAVE FEEL SO GOOD!!! COUNTDOWN（23:00、DJ GUCHY）札幌クロスホテル[37]から公開生放送
  6. MBSたびぐみ×うたぐみ ゆく年くる年（18:30）
  7. FUNKY COUNT DOWN PARTY（FM802、21:00。DJ:大抜卓人、西田新）[34]
  8. オールナイトVERO 2009-2010!!（KBCラジオ、23:00）

## 商号変更
- 6月26日 - アール・ケー・ビー毎日放送→RKB毎日放送

## 主な放送番組

### 開始番組

#### 2009年1月放送開始
ニッポン放送
- 1月2日 - 4月24日、太川陽介の1、2、SUN!（金曜日21:30）
- 1月4日 - 谷村新司 まぁるい日曜日（日曜日13:00）開始
- 1月5日 - 城田優のオールナイトニッポン 開始
- 1月7日開始 - LM.C キテる☆AWARD!!（水曜日21:30）
- 1月9日開始 - いきものがかり吉岡聖恵のオールナイトニッポン
- 1月10日開始
  - 半田健人のオールナイトニッポン
  - 角田龍平のオールナイトニッポンR

文化放送 A&G
- 1月3日開始 - ラジオ トータル・イクリプス（日曜日25:30）[38]

RFラジオ日本
- 1月1日開始 - ラジオ・ビューティー・ポータルサイト「ラ・美・ポ」（木曜22:30。DJ:小高麻友美、近藤恭代）
- 1月4日 - レインブックのミュージックフォトブック（月曜20:30）ネット開始
- 1月6日 - 堀川りょうの声優への道（火曜26:30）ネット開始

ミュージック・バード
- 1月1日開始 - Asami MUSIC BOX（木曜21:00）
- 1月3日開始 - スーパー・ステーション!
  1. 下川みくにの楽しくたってイ〜じゃない!?（日曜15:00）
  2. 井上昌己のpresious moment（日曜15:30）

J-WAVE
- 1月3日開始 - NACHT MUSIK（土曜9:00、DJ:テイ・トウワ）
- 1月3日 - 3月29日、BEAMS LEO O HONOKAA（土・日曜12:55。DJ:大貫妙子）
- 1月5日開始 - SWEET BLACK GIRLS（DJ:DJ RYU、後藤真希）

Inter FM
- 1月3日開始 - Extra-Ordinary Life（土曜17:00、DJ:高橋幸宏）
- 1月10日開始 - ニルギリス Hey Boy! Hey Girl!（土曜21:00）

AIR-G' 
- 1月2日開始 - レラナビ!（金曜21:30。DJ:水澤佳寿子〔レラカムイ北海道代表〕、鎌田理奈）
- 1月4日開始 - SUNDAY MUSIC GIFT from JM（日曜日:00、DJ:ジミー東原、ナビゲーター:油谷昭雄）
- 1月7日 - 12月23日、木村愛里の天然水〜ナチュラル ウェンズデー（水曜21:30）

FM NORTH WAVE
- 1月3日 - 3月28日、音物語（土曜7:00、出演：磯田憲一、北埜うさぎ）札幌コミュニティ放送局から放送権移管[39]
- 1月7日開始
  - チープ広石のセイム・オールド・ストーリー（DJ:チープ広石、水曜23:00）[40]
  - 松井五郎のACROSS THE BORDER（水曜23:30）

FM FUJI
- 1月3日 - 2月28日、DOMOTO TSUYOSHI RADIO THE LOVE OF BUDDHA（土曜21:00）

CBCラジオ
- 1月3日 - 6月27日、渡り廊下走り隊の青い未来へ初恋ダッシュ!!（土曜21:30）期間限定放送

FM愛知
- 1月9日 - カリオカ♪エンタ（土曜24:00、DJ:梶田香織）開始

MBSラジオ
- 1月10日 - 10月4日、タージン・瞳の週末キター・ジン（土曜17:45。DJ:タージン、三津谷瞳）

FM802
- 1月2日 - 12月25日、STILL20 YOUR RADIO 802（金曜21:00。週替わりDJ）期間限定放送

インターネットラジオ 音泉
- 1月23日配信開始 - 頑張って少女騎士になるラジオ
- 1月30日配信開始 - ラジオでひなたぼっこ革命（出演:ささきのぞみ、中村知子、尾島圭美、野引香里）[41]

ランティスウェブラジオ
- 1月8日配信開始 - Radio Cross Days

#### 2009年2月放送開始
文化放送
- 2月22日 - 3月29日、竹内靖夫の電リク・ハローパーティー増刊号（日曜13:00）

超!A&G+
- 2月2日 - 12月28日、青山二丁目太紀ちゃんの店（月曜22:00）配信

インターネットラジオ 音泉
- 2月6日 - AXLラジオ「Like a Butler」〜高額院放送部〜

ランティスウェブラジオ
- 2月21日配信開始 - 空上げラジオ

#### 2009年3月放送開始
NHKラジオ第1放送
- 3月31日レギュラー放送開始 - こうせつと仲間たち（隔週火曜21:05）

NHKラジオ第2放送
- 3月30日
  - ワンポイント・ニュースで学ぶ英会話（平日8:30他）開始
  - 英語5分間トレーニング（毎日9:05）開始

NHK-FM放送
- 3月30日放送開始
  - にっぽんのうた 世界の歌（平日〔月-金曜〕9:20、DJ:富沢美智恵）レギュラー放送開始
  - ミュージックスクエア (NHK-FM)のリニューアル版、ミュージックライン[42]（平日〔月-金曜〕21:10、DJ:鮎貝健）
  - きたやまおさむのレクチャー&ミュージック（月曜23:00）
  - インストルメンタル・ジャーニー（平日〔月-木曜〕 24:00、DJ:棚橋志乃）

NHK大阪放送局 NHK-FM放送
- 3月30日 - FMサウンドポケット なみはな（平日〔月-金曜〕18:00）開始

TBSラジオ
- 3月30日
  - 小島慶子 キラ☆キラ（平日13:00）開始
  - BATTLE TALK RADIO アクセス 、関東ローカル部分放送時間拡大

ニッポン放送
- 3月30日開始
  - 宇宙GメンEX（平日24:00、DJ:TAKUYA、ヨシダ研究員）[43]
  - くり万太郎のオールナイトニッポンR（平日〔月-金曜〕 27:00）

TOKYO FM
- 3月6日 - 安田美沙子のトーキョーポイントラブ（金曜17:25）開始

bay fm
- 3月7日 - 6月27日、美我空（土曜22:00。DJ:剛紫）

ラジオNIKKEI第2放送
- 3月28日 - レースが聴けるナビ（土曜9:40、日曜日9:40）開始

AIR-G' 
- 3月7日 - 3月28日、My Nichi-Ongaku[44]（土曜25:00。DJ:サトケン / mimika / Masumi〔KEYstone[45]〕）
- 3月15日 - 6月21日、VAMPSラヂオ[46]（FM SPECIAL WAVE内、日曜19:00 / 初回日曜20:00）

北日本放送
- 3月2日 - ご近所ラジオKNB!（平日13:00）

KBS京都
- 3月30日
  - 音楽わいど ラジオ・ビュー（平日〔月-木曜〕14:00。DJ:〔月曜〕澤武博之、〔火曜〕木村寿伸、遠藤奈美、〔水曜〕塩見祐子、〔木曜〕竹内弘一）開始
  - オトダマ・ラジオ（平日〔月-木曜〕17:15。DJ:江南泰佐）開始

FMK
- 3月30日 - FMK melody clip（DJ:篠塚祥、小松亜紀子）開始

南日本放送
- 3月30日 - ゆーすけ・かおりのモーニングパレット（平日〔月-金曜〕6:30。P:岡田祐介、古山かおり）開始

インターネットラジオ 音泉
- 3月9日配信開始 - タユタマらじお -昼下がりの嫁たち-
- 3月13日配信開始 - ON/OFFのラヂオ双子伝説!
- 3月16日配信開始 - 良子と佳奈のアマガミカミングスウィート!
- 3月18日配信開始 - 鋼の錬金術師・ラジオFA宣言
- 3月23日 - 4月24日配信終了、ラジオdeヤングアニマルあいらんど!ユリア100式大特集!

メディファクラジオ
- 3月13日配信開始 - ファントムらじお〜明るい未来計画〜
- 3月20日配信開始 - クイーンズブレイド 沼地の魔女の手下たち

#### 2009年4月放送開始
- 4月5日放送開始
  - 親鸞聖人と歎異抄
  - 小金沢くんの波乗り歌謡曲

NHKラジオ第1
- 4月6日 - 渋マガZ（日曜19:20）レギュラー放送開始
- 4月7日 - 亀渕昭信のいくつになってもロケンロール!（隔週火曜21:05）[47]放送開始
- 4月15日 - ゆきねえの名古屋なごやか喫茶（毎月1回第3水曜21:05、DJ:兵藤ゆき）
- 4月22日 - 博多屋台 こまっちゃん（毎月1回水曜21:30、DJ:小松政夫）

NHKラジオ第2
- 4月4日 - 2010年4月3日
  - 中文日本百科（土曜17:45、日曜17:45）開始
  - ハングル日本百科（土曜22:40、日曜22:40）開始
- 4月 - 聞いて聞かせて 〜ブラインド・ロービジョン・ネット〜開始

NHK-FM放送
- 4月28日 - 大貫妙子 懐かしい未来（毎月最終火曜23:00）[48]レギュラー放送開始

TBSラジオ
- 4月4日
  - ライムスター宇多丸のウィークエンド・シャッフル 放送時間拡大
  - 週刊デジタリアン（土曜24:30、出演:福岡俊弘〔週刊アスキー〕[49]）放送開始
- 4月4日 - 2010年4月3日、瓜生明希葉 a piece of laughing（土曜26:44、DJ:瓜生明希葉 ）放送開始
- 4月5日
  - 奈美悦子・辻よしなりのちなみに?（日曜21:45） 放送時間繰り下げ（4月19日から放送時間繰上げ拡大 日曜21:30）
- 4月5日 - 2010年10月2日、山中秀樹 時泥棒（日曜22:00）
- 4月6日
  - TOYOTA presents feel the mind〜最上の出会い〜（平日〔月-金曜〕 17:05）開始
  - JOMOプレゼンツ 渡辺真理のコトバ遺産 〜未来に伝えたいあの一言〜（月曜17:50）放送開始
  - エンタマン（月曜21:00、DJ:高野貴裕）及びフロート番組「キャナァーリ倶楽部〜以心伝心〜」開始
- 4月12日
  - プレシャスサンデー 放送時間拡大
  - 生島淳のアクティブスタイル（日曜12:00）放送開始
  - 松本ともこ ミュージック・チャーム（日曜12:30）放送開始

文化放送
- 4月6日 バンブー・涙子のそんぽのホント（月曜17:45）放送開始
- 4月7日
  - オードリーのシャンプーおじさん（火曜21:30）放送開始
  - ロンドンブーツ1号2号 田村淳のNewsCLUB（火曜25:00）放送時間変更
  - Berryz工房 嗣永桃子のぷりぷりプリンセス（レコメン!火曜23:35）開始
- 4月8日 - 9月23日
  - ラジオ赤めだか 立川談春 青春記（水曜21:30）放送開始
  - SQUAREHOODぐるぐるGROOVY（水曜25:00）放送開始[50]
- 4月8日 - 2010年3月24日 / 2010年3月31日、がちっ娘〜GACHIKKO（水曜25:30、DJ:範田紗々、琴乃、板垣あずさ、原紗央莉、Hitomi〔SOD STAR〕）放送開始
  - 太田英明とCOONのP!ck Up ★ STATION 放送時間拡大
- 4月11日
  - 千葉真子のベストスマイルメッセージ（土曜5:05）放送開始
  - トーキョージャンボ ナイス オン サタデー（土曜6:50。出演：吉井歌奈子、牧野裕）放送開始
  - ドコモ団塊倶楽部[51]（土曜日11:00）レギュラー放送開始
- 4月12日開始
  - キャイ〜ンのクダラン♪（日曜9:00）
  - 三四六・吉井歌奈子 TOKYO CHEERS（日曜13:00）

超!A&G+
- 4月6日 - 三ヶ国語で聴くアニソン（月曜21:30）配信開始
- 4月7日 - じゅうはちキン!-自由ではちゃめちゃRockin' Radio-（火曜24:00）
- 4月8日
  - アクターズゲート ホプステ//10せんち(水曜16:30)リニューアル
  - 超!mobile A&G presents 生放送!(水曜22:00)開始
- 4月9日 - 杉田智和のアニゲラ!ディドゥーーン（金曜9:00）配信開始
- 4月11日 - A&G REQUEST デジスタ（土曜17:00）放送開始
- 4月12日 - 東京国際アニメフェア2010超!ステーション（日曜21:00）放送時間移動リニューアル
- 4月16日 - 声優DO（木曜 22:00）配信開始
- 4月17日 - 小杉十郎太・野中藍 酒とバラの日々〜SEASONS（金曜 24:00）リニューアル

ニッポン放送
- 4月3日 - 9月25日、WASEDA ENGLISH TIMES（金曜24:20）
- 4月3日 - 2010年4月2日、しょこたんらじお（金曜24:30）
- 4月4日 - 高橋尚子 サインはQ（土曜6:20）開始[52]
- 4月5日
  - 藤沢周平傑作選（日曜6:25）放送開始[1]
  - ジェロのいい歌山もり（日曜21:30）放送開始
  - 長澤まさみSweet Hertz（日曜22:00）改題
- 4月5日 - 2010年4月4日、YAGアニメラボ（日曜24:00）放送開始
- 4月6日 - 9月21日
  - ジョニー黒木のショウアップナイターマンデースペシャル（月曜17:30。出演:黒木知宏）放送
  - マンデー・エンタメ・エクスプレス（月曜20:50。DJ:新保友映）放送
- 4月9日 - 9月24日、はるな愛と小島よしおの「男のホンネ 女?のホンネ」（木曜21:30）放送開始
- 4月25日 - 2010年3月5日、オールナイトニッポンR よしもと浅草花月（毎月第4土曜27:00）放送開始

RFラジオ日本
- 4月3日 - 関澤邦正のリバーサイドTALK（金曜9:00）放送開始

- 4月4日
  - 珠生・隆一郎のモーニングトーク 放送時間短縮
  - はなまる日和（土曜7:20）放送開始
  - カフェ・コンチェルト（土曜7:35）放送開始

- 4月5日 - MiNoの幸せ時間[53] ネット開始

- 4月22日 - 鈴木美潮の映画音楽大全集（水曜日26:00）第3シーズン開始

TOKYO FM
- 4月1日
  - クロノス SUZUKI Breakfast News
  - Honda Smile Mission（平日〔月曜日〜金曜日〕8:10）リニューアル改題
- 4月3日
  - SUNSTAR TONIC presents 爽る TONIC,SOUL MUSIC（DJ:横山剣。金曜17:00）開始
  - MUSIC SEED[54](金曜日27:30。週替わりDJ:mimika / ひまり[55] / 大野靖之 / 東京スクールオブミュージック専門学校在校生)
  - MMM Midnight（金曜28:00）
- 4月4日
  - オーシャンメッセージ（土曜 10:25。DJ:山川牧）
  - LIFE - LOVE CiRCLE 〜うれしいこと、全力で。〜(土曜10:30。DJ:大塚愛)改題
  - 丸の内 Plecious Life（土曜11:30。DJ:千野志麻、平子理紗）
  - Canon PHOTO WEEKEND〜散歩の達人Radio（土曜12:00、DJ:八田亜矢子）
  - TOSHIBA presents GIFT FROM THE WORLD with NATIONAL GEOGRAPHIC MAGAZINE（土曜18:30、DJ:緒形直人）
  - 電気事業連合会 presents エレクトリカルサタデーナイト 中村正人の夜は庭イヂリ(土曜22:00。DJ:中村正人、LOVE)
  - 橋本ひろしの日本元気劇場!（土曜25:00）
- 4月5日 - DUNLOP presents LOVE UNITED（日曜 20:00、DJ:今井美樹）
- 4月5日 - 9月27日、高須光聖の御影流（日曜22:00）

JFN
- 4月1日 - flowers）平日〔月-木曜〕 13:30。DJ:松本英子 / 真木ひろか）開始
- 4月4日
  - ロックの学園 アーティスト登校編(土曜27:30、DJ:阿部ひろ)開始
  - ロックの学園 名曲講座編（土曜28:00、DJ:HIRONAGA）開始

ミュージックバード
- 4月2日 - 名酒談義（木曜19:00。DJ:酒井美湖、早川智久）
- 4月4日
  - ベストセラーズチャンネル（土曜5:00、DJ:Ellie）
  - 松井幸二のOFF GREENTALK（土曜6:55）
  - 松本淳子の音楽バール（土曜12:00）
  - ドリーム・ステーション（土曜16:00。リレーDJ:小川もこ、大橋俊夫、神太郎、つつみ慶、かたおかくみこ、長州あきな、DJ SHOW、城いつ子、田口とも子、山口ゆかり、吉新拓世、清水茜、渡辺智仁、仲村由美子、深谷直美）
- 4月5日
  - Power Up Morning（日曜5:00、DJ:山川智也）
  - エキサイティング・アニメ（日曜20:00、DJ:高橋洋樹、素蘭、TARI、ぐんじ）
  - DREAM GATE（日曜22:00。DJ:東武志）

J-WAVE
- 4月1日
  - MUSIC WONDERLAND（平日〔月-木曜〕26:00。DJ:Hanah / のあのわ / たむらぱん / Jasmine）放送開始
  - フィラー番組、J'S SELECTION（平日27:00）開始

Inter FM
- 4月4日 - カレセンRADIO（DJ:津久井克行、土曜25:00）開始

NACK5
- 3月30日 - Fresh Up 9（平日〔月-金曜〕9:00、DJ:仁井聡子）開始
- 4月2日 - Letters(木曜23:30、DJ:一十三十一)
- 4月3日
  - BEAT SHUFFLE（金曜18:00、DJ:浅井博章）
  - D'espairsRay MANIAC STATION（金曜日20:30）
  - RADIO J-ACK（金曜25:00。DJ:ジェイムス・ヘイブンス）[56]放送開始
- 4月4日 - 9月26日
  - りる☆らじ（土曜20:00、DJ:Lil'B）開始
  - 中村あゆみ Rockin' mama(土曜日21:00)
  - 9nineなんです(土曜日22:00)
  - レオナルドTOSHUの遊びがNight（土曜日22:30。DJ: レオナルドTOSHU、Roni）
  - DOMINOのがちゃがちゃRIOT!!!（土曜日24:00）
  - Venus Beat NIGHT（土曜日24:30、DJ:クレンチ&ブリスタ）
- 4月5日 - 9月27日
  - Ame radio〜矢口真里のラジオは上級者です。〜（日曜日24:00、DJ:矢口真里）放送開始
- 4月5日 - 12月27日、西野名菜 Steppin’Out（日曜日24:30）

bay fm
- 4月1日 - BAY LINE GO!GO!（平日〔月-金曜〕 16:00）改題
- 4月2日 - SHEER MUSIC presents 女の息吹（DJ:Roni、伊吹唯、ミユキ）
- 4月3日
  - SWITCH!（金曜21:00。DJ:森久保祥太郎）開始
  - bayfm FRYDAY NIGHT MEETING 安倍なつみ「あなたに会えたら」（金曜22:00。DJ:安倍なつみ）開始

FM YOKOHAMA
- 4月6日開始
  - Re:wind（DJ：DJ AIKO62、平日〔月-金曜〕17:00）
  - Animo!（DJ：SHEILA、平日〔月-金曜〕22:00）
  - Music Blast（DJ：ALEX、平日〔月-金曜〕21:00）

FM FUJI
- 4月6日開始
  - GOOD DAY（平日〔月-金曜〕10:00）
  - PUMP UP RADIO（平日〔月-金曜〕16:00）
  - FEEL SO MUSE（平日〔月-金曜〕20:00）
  - NEVERMIND!!（平日〔月-金曜〕21:00）
  - MONSTER'S RADIO（平日〔月-木曜〕24:00、DJ：服部整治）
- 4月10日開始
  - DREAM STAGE（金曜 24:00、DJ:タイムマシーン3号）
  - FLOWER VILLAGE（金曜24:30、DJ：植村花菜 ）
- 4月11日開始
  - WESTSIDE TOKYO（土曜6:00、日曜日6:00。DJ：木河淳）
  - SWEETS CAFÉ（土曜 16:00、DJ：西本淑子）
  - GEKIDAN SAMBA CARNIVAL（土曜 20:00、DJ：劇団ひとり）
  - SPARKLE☆NIGHT（土曜24:00、DJ：針谷衣織里）
  - HAPPY SMILE ECO（日曜9:00、DJ：渡部郁子）
  - LOVE ARRIVE（日曜16:00。DJ:LOVE)
  - MANO-DELI（日曜16:30、DJ:真野恵里菜）
  - C-ZONE☆BABY（日曜18:30)

HBCラジオ
- 4月4日開始
  - うちの子よその子（土曜5:20）
  - 鈴木亨のナイスショット（土曜6:30）
  - 気象予報士本宮伽恋の晴れたり曇ったり（土曜7:30）
  - 歌原奈緒のエコナビ!（土曜8:20）
- 4月5日 - 9月28日
  - 朝ウタ!（日曜8:00。DJ:山崎英樹）
  - ベスト10ほっかいどうNEXT（日曜10:25、DJ:中野知樹）
- 4月5日開始
  - 伊藤沙菜の『ココロは童顔です。』（日曜25:00）
- 4月6日 - 山崎英樹のワインドアップ!!NEO（月曜17:15）リニューアル開始
- 4月7日 - 9月30日、2010年4月7日 - 、札大ラジオキャンパス(火曜17:00。DJ:斉藤こずゑ)[57]
- 4月12日 - シンセンラジオステーション（日曜19:00。出演：松田一伸、佐藤恵美）開始

STVラジオ
- 4月4日 - 福永俊介のシルクな夜（土曜22:00）
- 4月5日 - 9月28日
  - 萬年暁子のベジタブルライフ（日曜17:40）
  - ミュージック・パラダイス（日曜22:00）
- 4月6日開始 - 藤澤ノリマサのプレミアムタイム（月曜19:30）

AIR-G'
- 4月1日開始
  - Vivid Couleur（平日〔月-木曜〕 7:30。DJ:高山秀毅、野宮範子）
  - leaf(平日〔月-木曜〕 11:30、DJ:北川久仁子)
  - 大三元（平日〔月-木曜〕18:00。DJ:龍太）
  - NEXT!!（平日〔月-木曜〕 21:00）
    1. GETQ!（月曜21:00、DJ:鈴木彩可）
    2. Girl's Night Out（火曜21:00、DJ:越前谷玲奈） - 2010年9月29日終了
    3. WEDNESDAY BASH（水曜21:00、DJ:林唯衣）
    4. TERA SOUL（木曜21:00、DJ:寺田英夫） - 2010年6月終了

  - MIDNIGHT RADIO PARK（平日27:00）
    1. よしもとらららラジオ（月曜27:00、DJ:タイブレイク）
    2. Artist Avenue[58]（出演：Ruppina+、fucchiE、河原亜依、MELLO）
    3. AV Music Channel（木曜27:00、出演：塚本奈緒美、岩杉夏、井澤佳の実 / 彩冷えるほか）
    4. ミュージック・バラエティ ビックシティのM笑（金曜27:00）
- 4月2日 - AIR-G' 40 VIBES（DJ:龍太。木曜18:00）
- 4月3日
  - Action（金曜 7:30、DJ:千葉ひろみ）
  - Working for The Weekend（金曜 13:00、DJ:松尾亜希子）
- 4月3日 - 6月28日、AIR-G' ALBUM REVIEW（金曜 深夜26:30、土曜 21:00。DJ:fumio yasuda）
- 4月3日 - 9月26日、primo Vita（金曜 12:45、DJ:水本香里）
- 4月4日
  - 平野啓子の言の葉トレイン（土曜 7:50）
  - 週刊カラスの森 〜美里とKARASUのロングステイ〜（土曜 20:00）リニューアル改題。
  - MONO GLOBE（土曜 21:30、DJ:高山秀毅）[59]
  - 近藤ひさしのサタデーヤングナイト（土曜 25:00）
- 4月5日
  - “M”Blend（日曜 8:00、DJ:水本香里）
  - 樋口了一の「帰ってきた夢旅人」（日曜25:30）ネット開始
- 4月6日 - 2010年3月30日、55!リサーチ隊〜For your life（月曜 20:30）

FM NORTH WAVE
- 4月1日 - 2010年3月31日、FEEL SO GOOD!!（平日〔月-木曜〕12:00。DJ:GUCHY）
- 4月1日開始
  - YOU+NOTES（平日〔月-木曜〕15:00。DJ：森ルナ）
  - MUSIC GENERATION（平日〔月-木曜〕20:00。DJ:潮音）
  - 経専学園K∞DREAM（水曜24:00）[60]
  - Family(水曜24:30、DJ:月の203号室)
- 4月3日 - 2010年3月26日、Fly Me Pop FRIDAY（金曜12:00。DJ：鹿島千穂）放送開始
- 4月3日 - 2010年3月27日、Frigg Fridayがリニューアル改題、RelaxivE（金曜9:00、土曜日8:30。DJ：東海林舞）開始
- 4月4日 - 9月27日、モーニング・ハート〜東南欧クロアチアの風〜（土曜7:30。DJ:ヘレナ、笠原寿仁）
- 4月5日
  - HITS THE SPOT（日曜15:00。DJ：白石りさ）
  - ASIENCE SPIRIT OF ASIAネット開始
- 4月5日 - 9月28日、2010年4月4日 - 8月29日、RISING SUN ROCK FM（日曜22:00。DJ:潮音）[61]期間限定放送

- 4月7日
  - GET BUSY（火曜23:30、DJ:MC SODA）開始
  - RADIO WE! 〜ナナイロエレクトロン〜（火曜24:00、DJ:ナナイロマン）

ABSラジオ
- 4月4日 - ミュージックサプリ（土曜12:00）開始

ラジオ福島
- 3月31日 - 夕焼け番長!（平日〔月-水曜〕16:00。DJ:手塚伸一）開始
- 4月2日 - 夕焼けにV!（木・金曜16:00。DJ:小野ゆかり）開始

BSNラジオ
- 4月3日 - 田巻直子のまんまる金曜日（金曜13:00）開始
- 4月4日 - 海津ゆうこのさたばな（土曜9:00）[62]開始
- 4月5日 - 藤井一男のバナキャッチ（日曜 11:00）開始開始
- 4月11日 - ヨシモト にいがた生ラジオ（毎月偶数週〔第2・第4〕土曜16:35）開始[63]

YBSラジオ
- 4月7日 - Talk魂765 Go!Go!イチ（平日〔月-金曜〕13:00）開始

SBCラジオ
- 4月7日 - YOUスタ 深志3丁目（平日〔月-金曜〕16:00。DJ:大岩堅一、山本広子）[64]

CBCラジオ
- 4月6日
  - とくモリ!（平日〔月-金曜〕 12:00）
  - ごごイチ（平日〔月-金曜〕 13:00）
  - SKE48 観覧車へようこそ!!（月曜20:30、ゴンドラマスター〔MC DJ〕:松井珠理奈）
- 4月11日 - DASH MAN（土曜23:30、DJ:そがいさお[65]）
- 4月11日 - 6月27日、夜久まさみの2次元ラジオ〜LEVEL1〜[66]（土曜日24:00）
- 4月12日開始
  - 原武之のもしも裁判員!
  - サンデーみか 〜Mika's MUSIC MUSEUM〜（日曜9:00。DJ:渡辺美香）
  - 若狭敬一のスポーン!（日曜17:00）
- ハイパーナイト
  - 4月2日開始 - 小泉エリのハマグリ王（木曜23:30）
  - 4月4日開始 - ナガオカ（土曜23:30）

ZIP-FM
- 4月3日 - J-FRIDAYのリニューアル版、J-MIX（金曜15:00。DJ:ジェイムス・ヘイブンス）開始[56]

岐阜放送（ぎふチャン）
- 4月4日
  - ラジオ土曜便（土曜8:00。DJ:鈴江晴彦、三輪博子）開始
  - マーサ POPS BEST21（土曜16:30。DJ:春名康平、田口悠子）開始

KBS京都
- 4月3日開始
  - ただ今勤務中!平野智美もお世話になります（金曜10:00）
- 4月4日開始
  - めざまし歌謡曲（土曜6:00）
  - 森脇健児のサタデースタジアム（土曜12:00）
  - お金の悩み110番（土曜17:30）ネット開始
  - ワイルド9ピッチ（DJ:ワイルドピッチ、土曜21:00）

ABCラジオ
- 4月1日 - 乾龍介の得々朝市（平日未明〔月-金曜〕4:15）開始
- 4月4日 - 楠淳生のABCフレッシュアップボックス（土曜13:30、日曜日13:30）
- 4月7日 - 高野あさおの週刊おーmyとーく!（月曜19:30）開始
- 4月12日
  - 高野あさおのちょこっとーく（日曜7:00）開始
  - TENGEKI presents シンプレの底底ラジオ（日曜25:00、DJ:シンデレラエキスプレス）開始

MBSラジオ
- 4月5日 - ごきげんサンデー・ミュージック（日曜7:00。DJ:豊島美雪）開始
- 4月6日
  - 上泉雄一のええなぁ!（平日〔月-金曜〕10:30）開始
  - 亀山つとむのかめ友 Sports Man Day（月曜18:00）開始
  - MBSうたぐみ Smile×Songs（平日22:00）開始
- 4月11日
  - ますます!ハイヒール（土曜13:00）開始
  - ゴチャ・まぜっ!（土曜23:30）放送時間移動
- 4月12日
  - 森昌子のあったかライフ（日曜8:40）開始
  - 板東英二のおばあちゃんと話そう（日曜17:00）分離独立 開始
- 4月13日 - 2010年4月2日、よしもとオンライン大阪 よしもと○○同好会（平日深夜1:00）放送
- 4月21日 - 10月30日、やきぐりバンバン（平日〔火-木曜〕 24:30）放送

ラジオ大阪1314 V-Station
- 4月11日 - 7月4日、ポケクリ!ケータイ小説放送局（土曜23:00、DJ：森久保祥太郎、寺島拓篤）放送
- 4月11日 - ポリケロこんじゃく（土曜24:30。DJ:あかほりさとる、水谷優子）改題

ラジオ関西 アニたまどっとこむ
- 4月4日 - 日野聡vs立花慎之介 平成ニッポン・国取り合戦ラジオ!!（土曜26:30、DJ:日野聡、立花慎之介）開始
- 4月5日 - ガンガンラジオ（日曜23:00、DJ:松野太紀、鈴木真仁、浅野真澄）開始

FM OSAKA
- 4月2日 - 秋休のStreet Radio（木曜21:30）開始
- 4月6日 - PEACE!（平日〔月-木曜〕6:00、DJ:KOJI）開始
- 4月7日
  - ロットングラフティーのまいどおおきにぃ〜!!（火曜21:00）開始
  - 夢持力電波マエムキン（火曜27:00、DJ:高見こころ）開始
- 4月8日 - momoのシャボン玉（水曜21:30。DJ:momo、増田俊郎）開始
- 4月10日 - PEACE! FRIDAY（金曜6:00、DJ:遠藤淳）開始
- 4月10日 - 6月26日、BIGAKU=FUNK（DJ:剛紫、金曜21:00）放送
- 4月11日 - NEXCO西日本 Drive Porter Radioネット開始

西日本放送
- 4月6日 - 気ままにラジオ 雨の日晴れの日曇りの日（平日〔月-金曜〕11:00）開始
- 4月11日 - 音楽今昔物語 日曜らじOn（日曜13:00、DJ:佐々木修代）開始

山陽放送
- 4月1日 - イブニングおかやま お疲れさん!（平日〔月-金曜〕15:40。DJ:中尾俊直 / 松嶋信之 / 滝沢忠孝）開始[67]

山陰放送
- 4月5日 - ワンモア・レシピ（日曜8:45、案内役:坪山奏子）開始

V-air
- 4月1日 - ガッツdaレディオ!（平日〔月-木曜〕17:15）開始

高知放送
- 4月3日 - GOGOラジオ ハイ、琢己です!（金曜13:35）開始

KBCラジオ
- 4月6日 - 日経・朝のたまご（平日〔月-金曜〕 7:50。出演：林さやか）開始
- 4月12日開始 - ヨドバシカメラpresents細川茂樹の家電ソムリエ

RKBラジオ
- 4月1日開始
  - 門馬良 今日も気分上々（平日〔月-金曜〕 9:00 P:門馬良、久米ゆき、葉山さつき）
  - 富永倫子のノリスタ（平日〔月曜-金曜〕16:30 P:富永倫子、服部義夫、茅野正昌）
- 4月5日
  - 安藤豊とれたて土曜クラブ（土曜5:00。DJ:安藤豊、明光院昌子）
  - 安藤豊 どんどこサタデー（土曜6:30。DJ:安藤豊、葉山さつき）

FM福岡
- 4月4日 - シネマフル・ライフ（土曜11:00、DJ:TOM G）[68]

CROSS FM
- 4月1日 - Power of Message -コトバのチカラ-(平日〔月 - 木曜〕 24:00。DJ:樋口千夏）開始
- 4月3日 - Presious Words Hall of Fame -コトバの殿堂-（金曜24:00、DJ:樋口千夏）開始
- 4月4日
  - HI! Calorie（土曜12:00。DJ:八木徹、小坂真琴）
  - LADY STUDY GO☆（土曜19:00、DJ:相越久枝）

NBCラジオ佐賀
- 4月6日放送開始
  - ラジオ朝刊 平松誠四郎のおはようラジオ!（平日〔月-金曜〕6:30）
  - おはこんラジオ（平日〔月-金曜〕 7：25）
  - 情報Fileさが（平日〔月-金曜〕 17:45）
  - 別腹ワイドサガDONぶり（平日〔月-金曜〕 14：00）
  - ふるさとファイルさが（金曜15:30。DJ:川副春海）

FMK
- 4月4日 - 空飛ぶクジラ(土曜21:00。DJ:英太郎、松永壮、上田アニ)放送開始

FM nagasaki
- 4月3日 - 2010年3月27日、藤井リナ Ochappy Time〜Happy,Lucky♪

OBSラジオ
- 4月5日 - 日曜アナラジ（日曜12:00、DJ:大分放送#アナウンサー）開始

MRTラジオ
- 4月6日開始
  - スイッチ♪音Time（平日〔月-金曜〕12:00）
  - トニーヒロタの父親気ナイト（月曜21:10）

RBCiラジオ
- 4月5日 - Fighting闘牛!(日曜16:55。MCJ:伊波大志)放送開始

インターネットラジオ
- 4月24日 - 6月15日配信、シルバースターアカデミー放送局(出演CV:アキト、大石恵三)。

インターネットラジオ 音泉
- 4月6日配信開始 - 亡念のザムド ザンバニ号放送局
- 4月7日配信開始 - 静と茉莉也の恋彩限定。
- 4月8日 - ChaosTCG おれよめラジオ
- 4月13日 - 真・ティアーズ・トゥ・ティアラジオ配信開始
- 4月16日配信開始
  - 島と海と☆こいそらじお
  - Webラジオ エルルゥの小部屋 IN うたわれるもの
- 4月22日、7月22日、10月21日、2010年1月20日 - こちら聖機師放送局!（出演：下野紘）配信
- 4月30日 - ラジオドラマ「学園革命伝ミツルギ」配信開始

インターネットラジオ 君のぞらじお
- 4月3日 - 君のぞらじお eternity（出演：栗林みな実、水橋かおり、谷山紀章）配信開始
- 4月10日 - マブラヴラジオ アンリミテッド（出演：栗林みな実、本井えみ）配信開始

HiBiKi Radio Station
- 4月30日 - ブシロードしろくろラジオハードコア（出演：The マッシュ、中村聡、島村匡俊）配信開始

#### 2009年5月放送開始
TBSラジオ
- 5月2日 - 高樹千佳子のハイブリッドな週末（土曜17:00）放送開始

ニッポン放送
- 5月15日 - 森田健作の我らニッポン人（金曜21:30） 放送再開

RFラジオ日本
- 5月2日 - 志の輔・シゲルのてるてるシゲシゲ ネット開始
- 5月5日放送開始
  - 加藤尚彦のエコワールド宣言（火曜23:00）
  - 斉藤絹枝の応援歌（火曜24:00）

AIR-G' 
- 5月2日 - 東雲アンテナ（土曜7:00、DJ:久保村千佳）開始

CBCラジオ
- 5月2日 - 森脇健児と原武之のもしも裁判員! 改題

FMうらら
- 5月6日 - あいたんマル秘な小袋ハイパー（火曜20:00。DJ:桜井あいこ）

インターネットラジオ
- 5月8日配信開始 - あゆみ・かな・まりやのらじおPW

HiBiKi Radio Station
- 5月14日配信開始 - D.C.toVCラジオ
- 5月15日配信開始 - 宮崎羽衣の危ういラジオ

インターネットラジオ 音泉
- 5月8日 - 探せ!ミス農園娘グランプリ♪ FiveStarsOnlineEntertainment Radio（出演：鷲崎健、岡田優香）配信開始
- 5月15日 - ライフウィズアイドルプレゼンツ!帰ってきたアイドル・オン・ザ・レイディオ!（出演：梶裕貴、小田久史、前野智昭）配信開始
- 5月19日
  - ラジオ講座「よくわかる現代魔法」（出演：野中藍、生天目仁美）配信開始
  - 略してっ!つよきすラジオ♪（出演：金田まひる、草柳順子）配信開始
- 5月27日 - 大正野球娘。浪漫ちっくラジオ（出演：伊藤かな恵、中原麻衣）配信開始

#### 2009年6月放送開始
AIR-G' 
- 6月1日 - MUSIC PATIO（ほぼ毎日〔月-土曜〕29:00）開始
- 6月29日 - 東雲アンテナ（月曜5:30）再放送枠を本放送枠に枠移行

ラジオ大阪
- 6月4日 - ぶっちゃけTALK RADIOギリ☆モザ[69]（木曜24:30。DJ:TKO、月見栞、藤浦めぐ）開始

アール・エフ・ラジオ日本
- 6月6日 - 由紀子の「人生花舞台」（土曜9:00）開始
- 6月16日、6月23日、6月30日 - 声優検定・ラジオ講座（火曜26:45、講師陣不明）

ラジオNIKKEI
- 6月2日 - 大江麻理子のモヤモヤとーく(火曜22:30)放送開始

インターネットラジオ 音泉
- 6月4日 - ザ・デビュー（出演：日替わり、日本工学院八王子専門学校在校生）配信開始
- 6月12日 - うみものらじお〜あいしてる!〜（出演：阿澄佳奈）配信開始

#### 2009年7月放送開始
ニッポン放送
- 7月5日 - max matsuura 仕事が遊びで遊びが仕事（日曜日25:00。DJ:max matsuura、伊藤洋介〔東京プリン〕）放送開始
- 7月15日 - オールナイトニッポンモバイル開局
  1. 土屋礼央のオールナイトニッポンモバイル
  2. デーモン小暮のオールナイトニッポンモバイル
  3. 松村邦洋のオールナイトニッポンモバイル

アール・エフ・ラジオ日本
- 7月2日 - 荒川和子レインボウコネクション（木曜24:00）開始
- 7月4日 - 立川こしらのこしら・える時間（土曜27:00）放送枠変更
- 7月5日 - Tiaraのきいたもん勝ち[70]（土曜24:00）開始

ラジオNIKKEI 第1
- 7月7日 - 視界良好!杉村商店（火曜16:45。出演：杉村富生、大里希世）開始

HBCラジオ
- 7月3日 - 大森俊治のこしょこしょ話（金曜24:00）期間限定放送開始

AIR-G' 
- 7月2日 - Foolish G〜ギターバカイチダイ（木曜26:00。DJ:木下昭仁、TURN-GET）改題
- 7月4日
  - Feelin' Groovy 〜cafe@roadside〜（土曜7:00、DJ:水本香里）開始
  - HAKODATE 150（土曜15:55、ナレーター:千葉ひろみ） 開始
  - 札幌美少女図鑑[71]（土曜21:00、DJ:MAYHEM〔COA[72]〕、今野小夜子[73]）開始
- 7月5日 - momokoのモモ☆”ブロ（日曜6:55、DJ:momokomomoko〔momonaki[74]〕）開始

FM NORTH WAVE
- 7月6日 - Wild Rock City（月曜24:00、DJ:テツヤ）開始?
  - Dog It!（水曜23:00。DJ:カツノリ）放送枠変更
- 7月16日 - USUI's Night 〜碓井教授のまだ25時なので!〜（毎月第1、第3、第5〔奇数週〕木曜25:00。DJ:碓井広義〔東京工科大学〕）開始

文化放送
- 7月5日 - ニュース・パレード50年企画 ニュース魂（日曜5:20）期間限定放送開始

bay fm
- 7月4日 - 堂本剛とFashion&Music Book（土曜22:00）改題

ABCラジオ
- 7月6日 - ドッキリ!ハッキリ!三代澤康司です（平日〔月-金曜〕9:00）時間帯移動
- 7月8日 - 柴田・桜井・やすとものスラスラ水曜日（水曜13:30）改題
- 7月10日 - ミューパラ アグレッシブ（金曜21:12。DJ:北村真平、神谷ゆう子〔Mix〕）開始
- 7月11日 - ようこそ!伊藤史隆です（土曜7:00）開始

ラジオ大阪 1314 V-station
- 7月11日 - 森久保祥太郎・寺島拓篤 ★★★プロデュース （土曜23:00。DJ:森久保祥太郎、寺島拓篤）改題

FM OSAKA
- 7月3日 - 堂本剛と「Fashion&Music Hall」（金曜21:00）改題

e-radio
- 7月3日 - イナズマロックRADIO![75](金曜14:20、DJ:西川貴教)期間限定放送開始

FM802
- 7月3日 - WEEKEND TROUPER（金曜27:00）開始

ラジオ関西
- 7月14日 - 関西名刹紀行（土曜7:00）開始

インターネットラジオ 音泉
- 7月3日配信開始
  - 週末のエデン（出演：中島裕美子、遠近孝一）
  - ラジオDream C Club（出演：水橋かおり）
- 7月10日 - 9月25日配信（スターチャイルド先行配信7月4日 - 9月19日）、夏のあらし!WEBラジオ「方舟休憩室」
- 7月15日、8月12日、9月16日 - 『シャングリ・ラ』コエラボぶっちゃけラジオ!!（出演：有賀由衣、三澤紗千香 / 北条國子）
- 7月22日配信開始 - 遠近孝一のスキモノ!戦国RADIO(アシスタント：生田未歩、渡辺智子)
- 7月27日から期間配信開始 - ナデプロ!!期間限定WEBラジオ（DJ：咲坂こばと、泰勇気）
- 7月31日 - ニコニコ音泉たまご!（DJ:久川綾、前田登）

#### 2009年8月放送開始
ニッポン放送
- 8月2日 - 中村こずえのサウンドピクチャー（日曜25:30。DJ:中村こずえ）ネット放送開始

アール・エフ・ラジオ日本
- 8月1日 - オトナのJAZZTIME（土曜23:00。週替わりDJ、初回はマーティー・ペイチ）放送開始
- 8月2日 - 悠々ライフ（日曜17:25）放送開始
- 8月4日 - 秀二朗のドンドン行こう!（火曜23:30）放送開始

JFL
- 8月12日 - 10月9日、letters〜引き出しの中のラブレター（DJ:常盤貴子）期間限定放送

HBCラジオ
- 8月6日 - ナチュラルトーク 魅女の輪（木曜17:00。DJ: 千葉恭代）開始[76]

FMうらら
- 8月4日 - 嶋田ななの…ときめき☆Voice☆（火曜22:00）

エフエム佐賀
- 8月22日 - ティアラのワンワンワールド（土曜8:00）放送開始

インターネットラジオ 音泉
- 8月28日配信開始 - アーヴァル情報局 成瀬・白石のすまいるらじお

#### 2009年9月放送開始
東海ラジオ
- 9月6日 - GMA Ocean's Cafe（日曜21:30）放送開始（FM愛知、岐阜FM、FM三重も同時放送）

ラジオ大阪
- 9月6日 - カレンのオカメ日記（日曜21:00）放送開始

山陽放送
- 9月6日 - メガネの三城プレゼンツ タッキー・三城のステキなグラスメイト（月曜 18:15）放送開始

FM広島
- 9月18日 - まちかど探訪 ぐるっと広島（金曜 11:20）放送開始

インターネットラジオ 音泉
- 9月2日配信開始 - 霜月はるかのFrost Moon Café
- 9月4日配信開始 - ラジオ けんぷファー 賢二と愛のわくわく臓物ランド
- 9月30日配信開始 - PASH!第八分室（出演：浅沼晋太郎、木村良平）[77]

#### 2009年10月放送開始
1. 10月11日 - 王様の宝石箱（DJ:山本あき）
2. 阿久悠の詩が聴きたい

TBSラジオ
- 10月5日
  - 優香 明日へSwitch!（平日〔月-金曜〕 23:55）放送開始
- 10月6日 - 三浦大輔の輝け!ベイスターズ（平日〔火-金曜〕 17:50）開始
- 10月10日
  - サタデー・スポーツマネージャー（土曜 17:30）
  - みうらじゅんのMJ RADIO アワー（土曜 20:00）
  - 竹中直人〜月夜の蟹〜（土曜 21:00）
- 10月11日
  - 荻原次晴のトップ・オブ・エナジー（日曜 17:30）
  - サンデー・スポーツマネージャー（日曜 18:00）

文化放送
- 10月5日 
  - 下町おやじゼミナール（月曜20:00）
  - リッスン? 〜Live 4 Life〜（平日〔月 - 木曜〕25:00。DJ:大島麻衣 / 押谷沙樹 / 野沢香苗 / 曽根由希江）開始 ※実質Live for Life（UNIQue the RADIO）地上波移籍改題[78]
- 10月6日 - センパツ!（平日〔火 - 金曜〕17:50。日替わりDJ4名）開始
- 10月6日 - 2010年3月23日、ひびきともえ（火曜21:00）
- 10月9日
  - 関根勤カンコンキンラジオ〜ポァ〜ンと聞いてネ!!〜（金曜25:00）開始
  - カンニング竹山with S1ガールズ パコパコイカNight（金曜26:30）開始
- 10月10日
  - グッチ裕三 火の玉コック!（土曜17:15）開始
  - 千葉真子のウィークエンドスポーツ（土曜17:45）開始
  - 五感インド（土曜18:30。DJ:吉田涙子）開始
  - RADIOアニメロミックス〜ラジオ StrikerS〜（土曜24:30）開始
  - 平野綾★ミッドナイトレディオ（土曜25:30）開始
  - May'nのらじ☆たま（土曜28:00）開始
- 10月11日
  - 禅のこころ-曹洞宗-（日曜5:25）開始
  - サヘル・ガーデン 今日の目 明日の芽（日曜10:00）開始
  - 太田英明のMUSIC NEO（日曜20:00）開始
  - 夏子と千和のツンピリラヂヲ（日曜24:30）ネット開始

ニッポン放送
- 10月5日
  - ショウアップナイターバッテリー（平日〔月 - 金曜〕17:50、パーソナリティ:松本秀夫、飯田浩司）
  - 根本美緒のウェルエイジングライフ（月曜21:30）
  - ラッキー7ミニッツ〜ごのへのご〜（平日〔月 - 木曜〕21:50）
- 10月7日 - 城南海スローラジオ（木曜21:30）
- 10月8日
  - ノンストップミュージック（木曜21:00）
  - 安藤幸代と木村剛のチャレンジ!ニッポン（木曜21:30）
- 10月9日
  - 山本高広とギャル曽根の「ぉぃしぃのきたーっ!!」（金曜21:00）
  - 南まりかのきいちゃだめ!（金曜21:50）
  - ノースリーブスの「週刊ノースリー部」（金曜21:30）
- 10月10日レギュラー放送開始
  - 滝良子のミュージックスカイホリデー（土曜18:00）
  - オードリーのオールナイトニッポン（土曜25:00）レギュラー放送開始
- 10月11日
  - 朝からウォーキング!もぎたてラジオ（日曜5:20）
  - オールナイトニッポンサンデー（日曜18:00。週替わりDJ:久石譲 / 茂木健一郎 / 池上彰 / 二宮清純）
  - 欽ちゃんの「ねぇ!」今夜も言ってみよう（日曜20:00）
  - The Voice Of Farmers（日曜20:30）

アール・エフ・ラジオ日本
- 10月2日
  - 今井りかのオトナの競馬マガジン（金曜18:30） - 2010年3月22日終了
  - ラジオ喫茶八代（金曜20:45）開始
  - ザ・流行歌!（平日〔月-金曜〕21:30）開始
- 10月3日
  - 山本みゆきのおしゃべりモーニング（土曜7:35）放送開始
  - ドライブ・ア・ラ・カルト（土曜21:00）放送開始
  - 鉄道くらぶ（土曜日21:30）放送開始
  - 岡野あつこと宗万真弓の女性相談室（土曜27:00）放送開始
- 10月4日 - 菊地亜美の1ami9 放送開始
- 10月5日 - ハン・ジナのビューティー歌謡サロン（月曜21:00）開始
- 10月6日 - えび様ラジオ（火曜23:15）放送開始
- 10月7日
  - はまだけんぢの俺の行くとこ日本晴れっ!（水曜22:30）
  - 藤間瑠依の幸せの扉（水曜23:00）
- 10月9日 - ヨコハマろはす ウィークエンドスペシャル（金曜9:30） 拡大放送開始

TOKYO FM
- 10月3日
  - Saturday goes on（DJ:村田睦）開始
  - SPORTS GROOVE!!開始
- 10月5日 - バッカみたい、聴いてランナイ!（月曜21:30。DJ:平山夢明、京極夏彦）開始
- 10月9日 - TOKYO MUSIC LIFE（金曜17:00）
- 10月10日
  - free tenpo（土曜10:00。DJ:村田睦）開始
  - 東京海上日動 ROUTE38（土曜15:30。DJ:曽我部恵一）開始
  - フロンティアーズ〜明日への挑戦 supported by ヨコハマタイヤ（土曜18:00、DJ:桜井幸子）
  - ROCK 'A' STOCK（土曜20:30。DJ:ROCK'A'TRENCH）
  - ALL FOR Yu supported by レイク（土曜21:30。DJ:山田優）
- 10月11日
  - 街コト.com presents NOISE (日曜22:00)
  - Max Mara presents La Muse (日曜22:30。DJ: 溝口肇)
  - 天才ピアニスト横山幸雄のピアノでめぐり逢い（日曜24:30）

JFN
- 10月1日
  - 中山優馬 RADIO CATCH
  - 阿部真央のあべまおらじお
  - TOKI CHIC RADIO(DJ:土岐麻子)
- 10月2日 - DAYBREAK LOVE COLLECTION（金曜27:00。DJ:藤原道山、妹尾武）
- 10月3日 - SPORTS GROOVE!!（土曜6:00。DJ:近藤祐司、磯部さちよ）
- 10月8日開始 - シド シドラジ

ミュージックバード
- - 10月10日
  - 猫とキャベツと窪田友紀子（土曜1:00）
  - ミッドナイト・スクウェア（土曜2:00。DJ:城いつ子、保乃しんり 他）
  - サタデー・オール・リクエスト（土曜16:00。DJ:RISUKE、君島樹）
  - Dear Lovingのラヂオ（土曜18:00）

- 10月11日
  - ザ・ジェイド ひすい色の時刻（日曜11:00。DJ:The JADE〔黒田博、樋口達哉、成田博之、高野二郎〕）
  - フォーク魂・日本列島ど真ん中（日曜18:00。DJ:伸太郎）
  - Hands two Hands〜bird Calling〜（日曜6:00）

FM FUJI
- 10月9日 - FUJIYAMA⇔NUMBER（金曜24:30。DJ:シリアル⇔NUMBER）
- 10月11日 - D-GIRLS3'日曜18:30。DJ:Ri-Sa.J）

J-WAVE
- 10月3日 - CROSSOVER JAM（ナビゲーター:ROMY）開始

NACK5
- 10月2日 - JUNK4ELEMENTS のplease YVE me（金曜20:30）単独番組化
- 10月5日 - NACK de ROCK（月曜日24:00。DJ:根本要、窪田有美）

ラジオNIKKEI
- 10月12日 - YAS5000の俺もそろそろしゃべりたい!（祝日16:00）期間限定放送開始

CBCラジオ
- 10月5日 - MiNoKoBo!〜MiNoっちゃお!KoBoっちゃえ!（月曜19:30）
- 10月6日 - 2010年3月25日、サウンド・アスリート（平日〔火 - 金曜〕18:00）
- 10月10日 - 2010年4月3日
  - 澤朋宏アワー サワっていいとも!（土曜18:00）
  - 武川アイのプレシャス・ソングズ（土曜21:00）
  - mori mamiのクリィミー・パジャマ! (土曜22:00) [79]

東海ラジオ
- 10月5日 - 2010年3月28日、東海ラジオ開局50周年「半七捕物帳」（平日〔月 - 金曜〕21:30）レギュラー化

MBSラジオ
- 10月5日 - RadioNews たねまきジャーナル
- 10月5日 - 2010年3月22日、MBSたびぐみ とっておき旅ラジオ（平日〔火 - 金曜〕18:00）期間限定放送
- 10月11日 - ☆日曜だけ開店☆ コンちゃんマーケット（日曜9:00。出演：近藤光史）

ABCラジオ
- 10月5日 - 永尾光湖のおはようパートナー（平日〔月 - 金曜〕5:00）
- 10月6日 - ミュージックバイキング
- 10月9日 - ハイ!近畿税理士会です（金曜13:20）
- 10月10日
  - お笑いプレミアム・ボックス（土曜18:30）
  - 文三・ゆかりのふらちなサタデーナイト（土曜19:00）
  - Club JONR（土曜26:00）
- 10月11日
  - ちょっと“はんなり”染二です!（日曜19:30）
  - たぶん晴れます!?清水です（日曜21:00）

ラジオ大阪
- 10月8日 - 蒼藤学園占術科放送室（木曜23:30）

ラジオ関西
- 10月2日 - Wエンジンのエンジン全開!!（金曜24:00）
- 10月10日 - はみだせ!メガミマガジンRadio!（土曜26:00）
- 10月11日 - おさんぽますたー ろけはん!（日曜25:30）
- 10月18日 - 藤田咲・田村睦心のなんやかんや（日曜23:00）

FM OSAKA
- 10月3日 - Active!（土曜18:00。DJ:森裕子）放送開始

HBCラジオ
- 10月5日 - 山ちゃん美香の朝ドキッ!（平日〔月 - 金曜〕9:00）
- 10月11日 - 一平・ジャンボのRadio JIJI!（日曜10:45。DJ:ジャンボ秀克、鈴木一平）
- 10月12日 - 1条STATION ヨシトモ! (2スタ録音)（月曜17:47。DJ:堀啓知、松坂有希子）

STVラジオ
- 10月11日 - 野菜ソムリエのおいしい話（日曜21:00、DJ:室田智美）[80]

AIR-G'
- 10月6日 - 2010年3月30日、THE MUSIC MAKER!（火曜20:00、DJ:小坂紀絵）
- 10月9日 - 2010年3月26日、MIDNIGHT RADIO PARK 兎のぴょんぴょんラジオ（金曜27:00）
- 10月11日 - にこにこぎゅっ（日曜8:30。出演:千葉ひろみ、ひだのかな代、平島美紀江）

FM NORTH WAVE
- 10月3日 - PE'Zのサタデーナイトラジオ（土曜23:00）
- 10月4日 - 10月25日、ガク問のススメ（日曜22:00、DJ：GAKU-MC）※CROSS FMでも放送
- 10月6日 - M.K.R.韻牙ランドのモッコリとしたラジオ（火曜22:00）

FM青森
- 10月4日 - いしどやブライダル ウェディング・ナビ（日曜9:55）

Date fm
- 10月1日 - Listen♪（平日〔月 - 木曜〕 16:30。DJ:野口あきこ）

山陽放送
- 10月5日 - さぬきのモーツァルト!想い出のハーモニー（月曜21:45）
- 10月9日 - 黒住憲吾とDr.ワクワクのKING OF NIGHT（金曜23:00）
- 10月10日 - はまいえサタデー 白雲悠々（土曜9:00）

RKBラジオ
- 10月 - イケイケ! ラジオシティ!（土曜18:00-21:00 出演:西田たかのり、鬼橋美智子）
- 10月9日 - チャートバスターズr!（金曜20:30-22:00 出演:田畑竜介、武田早絵）

KBCラジオ
- 10月6日 - 音楽の時間（火曜21:00。日替わりDJ）
- 10月10日 - やぎ丸デラックス(土曜21:00。DJ:八木徹)

エフエム福岡
- 10月1日
  - Hyper Night Program GOW!!
  - FMアルバムコレクション （DJ:金子智範）放送枠増設

'CROSS FM
- 10月5日 - INSPiのレディオ☆プラザ(平日〔月 - 金曜〕 17:50）

エフエム佐賀
- 10月1日 - I♥OGI（木曜12:00。DJ:香月誠司、本村吉子）開始

宮崎放送
- 10月5日 - ラジオスナックいってみろや（月曜19:30。アシスタント:内田智之）
- 10月10日
  - ひろさんの「ふるふるサタデー」（土曜13:45。DJ:齊藤弘泰）
  - 道本晋一のフォーク横丁（土曜19:00）
  - 大好き!BU-N-KA-BU（土曜21:00。出演:宮崎県の中高生）
- 10月11日
  - 剛と聖子のブン・ブン・ブン!（日曜18:00。DJ:田代剛、真北聖子）
  - Mアナ・セレクション（日曜20:00。DJ:宮崎放送#アナウンサー）
  - 恋ラジ（日曜日22:30）

南日本放送
- 10月5日
  - 小澤達雄のゆうぐれエクスプレス（平日〔月 - 金曜〕18:15）
  - MBCヤングパラダイス（平日〔月 - 金曜〕21:30。DJ:松本英子 / パックンマックン / 川嶋あい[81] / THE イナズマ戦隊）
- 10月10日 - MBC学園へ行こう!（土曜日9:55。DJ:清川真衣）

インターネットラジオ 音泉
- 10月16日
  - Fate/stay tune UNLIMITED RADIO WORKS（出演：諏訪部順一、川澄綾子、植田佳奈）
  - ラジオ 11eyes（出演：たかはし智秋）
  - ファイト一発!充電ちゃん!!天才・ぷらぐの元気が出るラヂオ!!（出演：福原香織、金田朋子）
  - 星空へ架かるラジオ（出演：柚木かなめ、桃井いちご）

スターデジオ
- 飛び出すラジオ（嘘）（木曜24:00。DJ:アイドリング!!!週替わり3人1組）

FMうらら
- 10月9日 - 竹中睦のSound for you（金曜23:30）

#### 2009年11月放送開始
ニッポン放送
- 11月30日 - オールナイトニッポンGOLD（月-金曜22:00）レギュラー放送開始
初回は、坂崎幸之助と吉田拓郎のオールナイトニッポンGOLD

HBCラジオ、RFラジオ日本
- 11月7日 - サラッと気分爽快（HBCラジオは土曜7:40、RFは土曜8:45。出演:本村智子）

TOKYO FM
- 11月1日 - JOGLIS(（5:00。DJ:浅利そのみ）改題

JFN
- 11月2日 - Japan Furusato Network（14:55）

J-WAVE
- 11月1日
  - Francfranc SCENARIO F（日曜22:00、DJ:藤井フミヤ)）
  - Happy Birthday for Children（平日〔月-金曜〕23:42、土曜日23:57、日曜日23:57）

RFラジオ日本
- 11月5日 - イザナギTaROのおとなラジオ（木曜24:15）放送開始
- 11月6日開始
  - アスカ南部（なんぶ）のちょっといい話（金曜12:10）
  - ラジオ時事対談（金曜25:00）
- 11月7日 - ハッピーデイズ（金曜7:20）放送開始

AIR-G'
- 11月7日 - 2010年4月25日、友章と文さんの月夜の歌っ手箱（土曜20:30。DJ:宮下文一〔JIVE〕、友章）

FM NORTH WAVE
- 11月1日 - 4 STEPS JOURNEY（日曜 22:00。DJ:カツノリ）開始

CBCラジオ
- 11月14日 - 河原﨑辰也 いくしかないだろう!（土曜21:30）開始

エフエム愛知
- 11月1日 - 神田朱未のわたしのすきなこと。（日曜21:00）開始
- 11月7日放送開始 - the generous yokoのgenerock（土曜19:00）

インターネットラジオ 音泉
- 2009年11月12日、2009年12月3日、2009年12月24日配信 - バカとテストと召喚獣 文月学園放送部（出演：下野紘、原田ひとみ）

MBSラジオ
- 11月8日 - 中村美律子のうたいち!（日曜16:30）開始[82]

#### 2009年12月放送開始
TBSラジオ
- 12月21日 - 2010年1月8日期間限定放送、杉浦舞のMキャッチ!

RFラジオ日本
- 12月1日 - タスキでつなぐ青春の200キロ（〔火-木曜〕20:45、金曜20:30、土曜19:45）期間限定放送?
- 12月5日 - 准教授前!?前田幸長のちょこゼミ（土曜22:00）放送開始

ラジオ関西
- 12月1日 - 天宮遥の私はピアノ〜夜はスロー・タッチ〜（火曜24:30）枠増設的開始

NACK5
- 12月5日 - GLAMOUROUS LOVE（土曜日25:15。DJ:北原みのり、神田亜紀）期間限定放送開始

インターネットラジオ 音泉
1. 12月4日配信開始 - 聖痕のクェイサーラジオ!〜ミハイロフ学園放送部〜（出演：豊崎愛生、日笠陽子）
2. 12月21日配信開始 - テガミバチラジオ〜響け!ラジ針!!〜（出演：沢城みゆき、藤村歩）※ランティスネットラジオでは2009年12月18日配信開始
3. 12月24日配信開始 - 電撃のピロト〜ラジオの絆〜（出演：田村睦心、寺本來可）
4. 12月24日プレ配信開始 - メイベル&三条ののーふぇいと!ラジオ（出演：加藤英美里、喜多村英梨）

### 終了番組
2008年のラジオ (日本)も参照。ナイターオフのみのシリーズ番組は除く。

#### 2009年1月放送終了
- 1月27日 - 加藤ゆりの経済教室（ラジオNIKKEI）
- 1月30日 - 週末ランニング部（TOKYO FM）

#### 2009年2月放送終了
- 2月15日 - キンキンのサンデー・ラジオ（文化放送）
- 2月27日 - コンビニラジオ相本商店いらっしゃいませ〜（北日本放送）
- 2月28日
  - HOME TOWN MUSIC（AIR-G'）
  - Music on the GLOBE（AIR-G'）
- 2月28日期間限定放送終了 - DOMOTO TSUYOSHI RADIO THE LOVE OF BUDDHA（FM FUJI）

#### 2009年3月放送終了
- 3月 - 視覚障害者のみなさんへ（NHKラジオ第2放送）
- 3月8日打ち切り - 誠のサイキック青年団（ABCラジオ）
- 3月20日配信終了 - 検定ジャポン@モバイルpresents えじけん!（文化放送A&G）
- 3月21日 - 欽ちゃんのドンといってGO!GO!
- 3月22日
  - コサキンDEワァオ!（TBSラジオ）
  - ミュージックアリーナ Seat S（HBCラジオ）
  - よじごじSundae!（HBCラジオ）
  - ヘンシンラジオステーション(HBCラジオ)
  - 森合康行のタイムドカン!!（CBCラジオ）
- 3月24日 - 浜松町一丁目 文化食堂（文化放送）
- 3月25日
- 3月26日
  - ミューコミ（ニッポン放送）
  - オールナイトニッポンエバーグリーン（ニッポン放送）
  - NACK WITH YOU（NACK5）
  - もんナビ（HBCラジオ）
  - 烏丸アナ小路上ル（KBS京都）
  - 里見まさとのSCAN KYOTO（KBS京都）
  - さんさんわいど滋賀Wish（KBS滋賀）
- 3月27日
  - ミュージックスクエア (NHK-FM)
  - ストリーム（TBSラジオ）
  - 講談社 ラジオブックス（TBSラジオ）
  - パックンマックンの就職戦士ブンナビ!（文化放送）
  - 12人の優しい殺し屋 side R（文化放送超! A&G+）
  - BRAVO! BRAVO!（J-WAVE）
  - 鶴光 セブンミニッツ（ニッポン放送）
  - 中川翔子のGサイエンス!（ニッポン放送）
  - オリエンタルラジオのオールナイトニッポンR （ニッポン放送）
  - 山崎英樹のワインドアップ!!（HBCラジオ）
  - Spicy friday（AIR-G'）
  - ふぁん☆タメ（山梨放送）
  - さてはトコトン菊水丸（MBSラジオ）
  - あんDOきょうと（KBS京都）
  - 板東英二金曜生BAN BAN（MBSラジオ）
- 3月28日
  - アベコーのモリもりトーク（TBSラジオ）
  - R25「ナイスQ」編集部(TBSラジオ)
  - 上柳昌彦 土曜日のうなぎ（ニッポン放送）
  - 松本人志・高須光聖の放送室（TOKYO FM）レギュラー放送終了
  - Toyo Market Strategy（ラジオNIKKEI第1放送）
  - BEGIN音楽旅団お〜りと〜りFMTM（JFN）
  - ワールドミュージックス(JFN)
  - 百万人の源氏物語（JFN）
  - 木村洋二 のってけ!テケテケ!（STVラジオ）
  - 杉尾聖二の歌謡一直線（STVラジオ）
  - 松崎真人 アナログザウルス（STVラジオ）
  - 松永俊之の日本の心（HBCラジオ）
  - あぐり王国-R（HBCラジオ）
  - 水本香里のUp to date（AIR-G'）
  - まなViVa（AIR-G'）
  - WEEKEND VOVAGE（FM NORTH WAVE）
  - SAPPORO REAL-EYES（FM NORTH WAVE）
  - ハイパーナイトメア（CBCラジオ）
  - 東京ダイナマイトのモアトーク 〜聴いてチョベリ場〜（ABCラジオ）
  - ラジオドラマ「まほろばの青い花」（ABCラジオ）
  - ユア・スクリーン・ミュージック（エフエム福岡）
- 3月29日
  - きらり10代!（NHKラジオ第1）
  - 夜はぷちぷちケータイ短歌（NHKラジオ第1）※単独番組としてのレギュラー放送終了
  - ミュージック・メモリー（NHK-FM放送）
  - LINEMAP アスリーと〜く(TBSラジオ)
  - 竹内靖夫の電リク・ハローパーティー増刊号(文化放送)
  - 東貴博の電話でGO!GO!(ニッポン放送)
  - ヤンキー先生!義家弘介の夢は逃げていかない（ニッポン放送）
  - Play That iTunes Music（TOKYO FM）
  - 橋本ひろしの世の中は口に出してはいけないことで成り立っている（TOKYO FM）
  - BEAMS LEO O HONOKAA（J-WAVE）
  - EARTH RADIO（HBCラジオ）
  - 元気者で行こう!フロムサウンズ・ミュージック（HBCラジオ）
  - 神田山陽の日曜うら長屋（STVラジオ）
  - 週刊ラジオメンバーズ（STVラジオ）
  - 船守さちこ402（AIR-G'）
  - NORTH WAVE TOP40（FM NORTH WAVE）
  - MOON GROW（FM NORTH WAVE）
  - はんちんぐ（山梨放送）
- 3月30日
  - JOMO あの人の物語（TBSラジオ）
  - グリグリ 〜goody goody〜（TBSラジオ）
- 3月31日
  - くず哲也のオトナの情報マガジン（ラジオ日本）
  - Honda SWEET MISSION（TOKYO FM）
  - Daily Planet（TOKYO FM）
  - GOLD RUSH（TOKYO FM）
  - Wonderful Go!Go!（JFN）
  - POWER STUDIO FROM FUJI（FM-FUJI）
  - RADIO-izm（FM-FUJI）
  - RADICAL LEAGUE（FM-FUJI）
  - AIR-G' Morning Pax（AIR-G'）
  - R advance RAD'S（AIR-G'）
  - SWEET GREEN（AIR-G'）

#### 2009年4月放送終了
- 4月2日
  - ℃-ute キューティー☆パラダイス（アール・エフ・ラジオ日本）
  - 火曜日から金曜日の夜9時から10時までTBCアナウンサーが生で喋ってます。略して「カマス」（東北放送）
  - 上泉雄一のFANFANレディオ（MBSラジオ）
  - MBSサウンドキングダム（MBSラジオ）
- 4月3日
  - 中村雅俊マイ・ホームページ（TBSラジオ）
  - 朝いちばん!豊島美雪です（MBSラジオ）
  - ランチタイムラジオ 聞けばツー快!（CBCラジオ）
  - ツー快!お昼ドキッ（CBCラジオ）
  - 小堀勝啓の心にブギウギ!（CBCラジオ）
- 4月4日
  - 夢ラジ＋（青森放送）
- 4月13日（実質3月28日レギュラー放送終了） - やべきょうすけのnextクローズ（TBSラジオ）
- 4月24日 - 太川陽介の1、2、SUN!（ニッポン放送）

#### 2009年6月放送終了
- 6月21日期間限定放送終了 - VAMPSラヂオ（AIR-G'）
- 6月25日 - Metal Knights〜鋼鉄の騎士団（AIR-G'）
- 6月26日 - BIGAKU=FUNK（fm osaka）
- 6月27日
  - 美我空（bay fm）
  - あらいおさむの「あら?いーね!」（HBCラジオ）
  - 渡り廊下走り隊の青い未来へ初恋ダッシュ!!（CBCラジオ）
  - The Diary of...（FM802）
  - NATTY JAMAICA（FM802）
- 6月28日終了
  - AIR-G' ALBUM REVIEW（AIR-G'）
  - WEEKEND A-GO-GO（FM802）
  - M：FII -MIDNIGHT FINGERS-（FM802）

#### 2009年7月放送終了
- 7月3日
  - 全力投球!!妹尾和夫です（ABCラジオ）
  - ABCミュージックパラダイス（ABCラジオ）
- 7月4日
  - ポケクリ!ケータイ小説放送局（ラジオ大阪）

#### 2009年8月放送終了
- 8月30日 - カリオカ♪エンタ（東海ラジオ / FM愛知 / 岐阜FM / FM三重）終了

#### 2009年9月放送終了
- 9月24日 - 南湖の美男子好男子（ラジオ大阪）
- 9月25日
  - Flaver-Flaver (JFN)
  - LIVE-J（JFN）
  - PALSE OF THE WORLD（JFN）
  - 高橋大輔と高垣彩陽の夜ナ夜ナハッスル（ラジオ関西）
  - イナズマロックRADIO!（e-radio）期間限定放送終了
  - NIGHT CUBE（FM三重）
- 9月26日
  - SATURDAY ON THE WAY(JFN)
  - 9nineなんです（NACK5）
  - TWILIGHT NAVIGATION（FM YOKOHAMA）
  - ほくでん SOUND OF EARTH（FM NORTH WAVE）
- 9月27日
- 9月28日
  - ガンガンラジオ（ラジオ関西）
  - ヨースケ@HOMEのSmiley@HOME（AIR-G'）
- 9月29日期間限定放送終了 - 札大ラジオキャンパス（HBCラジオ）[57]
- 9月30日
  - Tips Town（FM YOKOHAMA）
  - Be-POP（Date fm）

#### 2009年10月放送終了
- 10月1日
  - Little Nonのレッツゴーハッピー（ラジオ関西）
  - Jelly BeansのColorful Mix（ラジオ関西）
- 10月2日
  - 味の素 ハート・オブ・ポップス（TBSラジオ）
  - うわさの調査隊（TBSラジオ）
  - ルビーにくちづけ（文化放送）
  - GOOD MORNING GARAGE（InterFM）
  - Live for Life（UNIQueデジタルラジオch9301ch）
  - アジアン!プラス（UNIQueデジタルラジオch9301ch）
- 10月3日
  - 半田健人のオールナイトニッポン（ニッポン放送）
  - キングコングのほにゃらじお（ABCラジオ）
  - ジャルジャルアワー（KBS京都）
  - 水谷優子のアニメ探偵団II（高知放送は10月3日、秋田放送と山陰放送は10月4日終了）
  - 小清水亜美と喜多村英梨のコンチェルトゲートパーティ（文化放送）
  - 桃井はるこのはいはいラジオラジオ（文化放送）
  - 剛と聖子のブン・ブン・ブン!（宮崎放送）
  - 鈴木binのシネマンボ（UNIQueデジタルラジオch9301ch）
- 10月4日
  - 歌ウタ!（北海道放送）
  - 歌めぐり風だより（北海道放送）
  - イチからラジオ アナの穴（北海道放送）
  - ベストテンほっかいどうEXTRA（北海道放送）※本家に吸収合併
  - ミュージック・パラダイス（STVラジオ）
  - ミュージック・キューブ（青森放送）
  - mamiのRADIかるコミュニケーション（東海ラジオ放送）
  - タージン・瞳の日曜キター!ジン(MBSラジオ)
  - M&Dミュージック・スペース（宮崎放送）
  - Lock On 30（宮崎放送）
  - RISING SUN ROCK FM （FM NORTH WAVE）期間限定終了
- 10月12日（実質10月9日期間限定放送終了） - LETTERS〜引き出しの中のラブレター（JFL）[83]
- 10月25日 - WILL FOR TOMORROW（J-WAVE）

#### 2009年11月放送終了
- 11月24日 - 探偵eye's（ラジオ関西）DJ不在終了
- 11月29日 - ROYCE' SWEET BITTER MUSIC（FM NORTH WAVE）ネット打ち切り

#### 2009年12月放送終了
- 12月19日 - HAPPY LIFE LABORATORY（FM802）
- 12月23日 - 木村愛里の天然水 ナチュラルウェンズデー（AIR-G'）
- 12月25日
  - STILL20 YOUR RADIO 802期間限定放送終了
  - House of Essence（JFN）[84]
- 12月26日
  - 角田龍平のオールナイトニッポンR（ニッポン放送）
  - Catch the Sports!（NACK5）
- 12月30日打ち切り - 宇宙GメンEX（ニッポン放送）
- 12月31日 - OH! MY RADIO（J-WAVE）

### 放送再開番組
- 2月4日 - 4月29日、塔聴!!ドルアーガ(インターネットラジオ 音泉)期間限定再開放送
- 2月6日再開 - いま世界へ〜国連活動と日本（RFラジオ日本）
- 3月31日 - 元春レイディオ・ショー（NHK-FM放送、火曜23:00）再開
- 5月7日配信再開 - ESP学園Presents RADIO 飯塚雅弓のらぶらじ（インターネットラジオ 音泉）
- 5月15日 - 森田健作の我らニッポン人（ニッポン放送、金曜21:30）放送再開
- 6月1日 - 9月30日、hue LOCKS!![85]（SCHOOL OF LOCK!箱番組、AIR-G'平日〔月-木曜〕22:55。DJ:箕輪直人）期間限定放送
- 7月3日 - 水樹奈々のMの世界（TOKYO FM、金曜26:30）再開

#### 2009年4月再開
- 4月3日
  - フォーエバー・ミュージック（RFラジオ日本、金曜21:30）再開
  - NOW&NEXT（AIR-G'、金曜 26:00。DJ：寺田英夫）再開
- 4月4日 - 本名正憲の週末 RUN!RUN!RUN!（中国放送、土曜11:30）再開
- 4月6日 - 8月31日、ASIAN WAVE（FM NORTH WAVE。DJ:小蘇。月曜22:00）期間限定再開
- 4月7日 - メロン・なじみのスパークリング☆KISS（インターネットラジオ 音泉）再開

#### 2009年9月再開
- 9月7日 - ダンクラ's（FM NORTH WAVE、月曜日22:00。DJ:高島保）再開

#### 2009年10月再開
- 10月3日 - 2010年3月23日期間限定放送終了、サタデーサウンドスポーツ（RFラジオ日本、土曜18:00。DJ:内藤博之）再開
- 10月3日 - 2010年3月30日期間限定放送終了、MAGICAL SNOWLAND（NACK5）
- 10月4日 - 2010年3月24日期間限定放送終了、サンデーサウンドスポーツ（RFラジオ日本、日曜18:00。DJ:小林幸明）限定再開
- 10月5日期間限定再開 - 2010年3月22日期間限定放送終了
  - ナイターオフ限定!夜は本多町パラダイス(?)（北陸放送）
  - アニメ関門文化学園[86]（コミュニティエフエム下関、ミュージックバード）
- 10月6日 - 2010年3月23日期間限定放送終了、渡辺美里と北澤豪のスーパー・オフショット（火曜21:30）第3シーズン開始
- 10月6日 - 2010年4月1日期間限定放送終了、HBCミュージックナイター「フルカウント!」期間限定再開
- 10月6日 - 2010年3月28日期間限定放送終了、くず哲也のオトナの情報マガジン（RFラジオ日本、平日〔火-木曜〕18:30）期間限定再開
- 10月8日 - なごみゅーじっく（東海ラジオ、木曜21:00）再開
- 10月9日 - せいやん・YURIAの美少女ゲームは嫌い（ラジオ大阪、金曜23:45）再開
- 10月10日
  - やまドル!（東海ラジオ、土曜18:00。DJ:山崎聡子）再開
  - TV Game Radions V3（東海ラジオ、土曜25:30）再開
  - 酒井弘明ミッドナイトフライト（東海ラジオ、土曜26:30）再開
- 10月10日再開 - 2010年3月13日期間限定放送終了
  - ワンアーティストスペシャル「オンリーワン!」4thシーズン（土曜15:00。DJ:山崎英樹）期間限定放送再開
  - どんなんかな?阪大工学部（ABCラジオ、日曜21:30）
  - INO-KONボンバイエ（MBSラジオ）
- 10月11日再開
  - 白井静雄のラジオふるさと便（文化放送）
  - 音楽しりとり（青森放送、日曜。DJ:菅原厚）
- 10月11日再開 - 2010年4月4日期間限定放送終了
  - 茶屋町MBS劇場
  - MBSサンデースペシャル（MBSラジオ、20:00）
  - アンクルマイクとナンシーさん[87]（宮崎放送、日曜21:00）

### 放送時間変更移動番組
詳細は各ラジオ局の項を参照。
2009年10月改編で文化放送、リッスン? 〜Live 4 Life〜開始により、ラジオアミューズメントパークに移動
- 2月4日 - ラジズレ オヤジの常識（RFラジオ日本） 放送時間変更
- 2月5日
  - ℃-ute キューティー☆パラダイス（RFラジオ日本） 放送時間変更
  - 立川こしらのこしら・える時間（RFラジオ日本） 放送時間拡大
- 3月 - アーティスト・ワンズ（RFラジオ日本、月曜21:00）放送時間移動
- 4月6日 - tre-sen（FM YOKOHAMA、平日〔月-金曜〕19:00からに）放送開始時間繰り上げ
- 4月8日 - 南沢奈央のビビッとコイ!（水曜21:30）放送時間変更
- 4月9日
  - SCANDALのド〜ン。（文化放送、木曜21:30）放送時間変更・拡大
  - Open Your eyes!（文化放送）放送時間拡大
- 4月10日 - わかやまパワーステーション2（NHK和歌山放送局 NHK-FM放送、金曜 16:00）放送時間移動リニューアル
- 4月11日
  - 戸張捷のモーニングゴルフ（文化放送、土曜6:15）タイトル変更&放送枠変更
  - 髭男爵 ルネッサンスラジオ（文化放送、土曜28:30）放送時間変更
- 7月3日 - MONO GLOBE[59]（金曜26:30、DJ:高山秀毅）放送枠変更
- 10月4日
  - COUNTDOWN CONNECTIONS（FM-FUJI、土曜10:00-14:53）放送時間短縮
  - DREAM STAGE（FM-FUJI、土曜15:00）放送枠変更
- 10月6日 - Kakiiin（TBSラジオ）放送曜日拡大
- 10月7日
  - 近藤真彦 くるくるマッチ箱（文化放送、水曜21:00）
  - がちっ娘〜GACHIKKO（文化放送、水曜21:30）
- 10月8日 - ロンドンブーツ1号2号 田村淳のNewsCLUB（文化放送、木曜21:00）放送時間変更
- 10月9日
  - 島谷ひとみのkeep up spirits!（文化放送、金曜24:30）放送時間変更
  - ガールズガード 女の子の保健室（文化放送、金曜26:00）放送時間変更
- 10月10日
  - 髭男爵 山田ルイ53世のルネッサンスラジオ（文化放送、土曜19:00）放送時間拡大&再移動
  - 奥井亜紀の手紙（土曜18:00）放送時間変更
  - サタデーミュージックカウントダウン（KBCラジオ、土曜18:30）放送時間繰上げ
- 10月11日
  - 朝の小鳥（文化放送、日曜5:20）放送時間変更
  - 山本譲二の住まいるフレンド（文化放送、日曜17:40）放送時間変更
  - バンブー・涙子の そんぽのホント（文化放送、日曜17:50）放送時間変更
  - 堀江由衣の天使のたまご（文化放送、日曜22:00）放送時間繰り上げ
- 11月30日 - KAT-TUN スタイル（ニッポン放送、平日23:50）放送時間繰り下げ
- 12月4日 - KAT-TUN スタイルフライデースペシャル 亀梨和也のKス バイ Kス（ニッポン放送、金曜23:50）放送時間繰り下げ